# Minamiminowa
Minamiminowa (南箕輪村, Minamiminowa-mura) est un village du district de Kamiina, dans la préfecture de Nagano au Japon.

## Géographie

### Démographie
Au 1er juin 2016, la population de Minamiminowa s'élevait à 15 187 habitants répartis sur une superficie de 40,99 km2.

## Transports
Minamiminowa est desservi par la ligne Iida de la JR Central.